# 9 1⁄2 týdne (kniha)
9 1/2 týdne (v originále Nine and a Half Weeks: A Memoir of a Love Affair) je kniha americké autorky Elizabeth McNeill, což je pseudonym Ingeborg Day (1. listopadu 1940 Graz, Rakousko – 18. května 2011 Ashland, Oregon, USA). Kniha je částečná autobiografie, která popisuje sexuální, lehce sadomasochistický poměr mezi pracovnicí umělecké galerie v SoHo, New York a makléřem na Wall Street. Kniha byla předlohou filmu 9 a 1/2 týdne s Kim Basingerovou a Mickeyem Rourkem.

## Obsah
„Když jsme spolu poprvé spali, držel mi sepjaté ruce za hlavou, přitisknuté k prostěradlu. Líbilo se mi to. Mně se to líbilo."  Těmito slovy začíná kniha 9 1/2 týdne. Elizabeth McGraw měla pocit, že konečně našla svou pravou lásku. Úspěšný, pohledný a velmi přitažlivý John Grey je plný zdrženlivého tajemství, něhy a skryté agresivity. Je štíhlý, chlapecký, citlivý.
Kniha je napsána velice sugestivně, čtenář je vtažen do děje a prožívá napětí mezi ní a jejím milencem. Napětí, které se zpočátku jeví jako vzrušující, ale rychle se stává strašným a děsivým. Později autorka popisuje, když jsou spolu podruhé. Už závěr jejich společného dne však ukazuje, jakým směrem se bude tento vztah ubírat. John doprovodí Elizabeth domů a zcela samozřejmě, bez lascivnosti, beze spěchu ji vyzve, aby se svlékla. Elizabeth strne. Nato se jí John laskavě zeptá, zda jí může zavázat oči. „A co když nechci?" odpovídá. John drží v ruce šál, který jí před několika hodinami věnoval. „Máš strach?" ptá se, když jí zavazuje oči. „Ano." „Vzrušuje tě to?" ptá se. „Ano."
Ona souhlasí, a on ji uspokojuje, s šátkem přes oči klesá k podlaze. Na třetí schůzce ho musí prosit, aby ji přivedl k orgasmu, ale on pokaždé před jejím vyvrcholením přestane. Během čtvrtého setkání: „když jsem byla dost vzrušená, použil stejný šátek, aby mi svázal zápěstí. Dalšího rána poslal do mé kanceláře třináct růží.“
John se úplně zmocňuje Elizabethina života. S ostýchavým úsměvem prosí, ale jeho přání jsou rozkazem, např. když ji jednu ruku pouty připoutá k posteli, pak dá cigarety a zapalovač tak, aby na ně sotva dosáhla, aby jej prosila, ať si může zapálit, on ji svolí, ale pod podmínkou, že se před ním druhou, volnou rukou uspokojí. Zahrnuje Elizabeth dárky. češe ji, krmí ji, orálně ji uspokoje, když má menstruaci, a ona se postupně přestává bránit. Čím více ztrácí vlastní vůli, tím je John něžnější. Ženu, přirozeně toužící po lásce redukuje na bezmocný objekt své voyeurské a lehce sadistické žádostivosti. Jsou ale meze, které už nelze překročit.
John Grey má zvrácený a kriminální charakter a chování, v jednom okamžiku přinutí Elizabeth, aby ve výtahu uskutečnila loupežné přepadení. Kniha vyvrcholila scénářem, podle kterého mělo dojít k fingovanému znásilnění, které zanechává v Elizabeth trvalý pocit úzkosti, je hospitalizována v psychiatrické léčebně, k Johnovi se již nikdy nevrátí, jediné co ji zůstalo jsou vzpomínky. V duchu rekapituluje co vše dělal on. Když se sama sebe zeptá na to, co dělala ona, její odpověď je „Nic. Milovala jsem to. Milovala jsem to, milovala jsem to, milovala jsem to, milovala jsem to." Později si přiznává, že právě John změnil její sexuální život, nastavil laťku, kterou nikdy nikdo nepřekoná. Smiřuje se s tím, že ji „zkazil".
Počet jejich milenců narůstá, ale ona má vysoké nároky na to, jak ji mají uspokojit. Její orgasmy se stanou předvídatelné: „Jako dobře vyrobená nafukovací hračka.“

## Vydání v ČSFR, ČR
- 9 1⁄2 týdne. Premiéra (1991), 96 s, překlad Vasil Čikivďa, vazba knihy měkká / brožovaná, ISBN 80-900798-4-9[3]
- Devět a půl týdne, Domino (2011), 128 s, překlad Vasil Čikivďa, Karin Lednická, vazba knihy pevná / vázaná s přebalem, ISBN 978-80-7303-623-2[4]
- Devět a půl týdne, Domino (2011), 128 s, překlad Karin Lednická, ekniha EPUB, MOBI, PDF, ISBN 978-80-7303-623-2[5]